# Papiće
Papiće (Servisch cyrillisch Папиће) is een plaats in de Servische gemeente Sjenica. De plaats telt 276 inwoners (2002).